# Cirilo Marmolejo
Cirilo Marmolejo (né en 1890 à Teocaltiche et décédé en 1960) est un joueur mexicain de guitarrón et vihuela, et également un pionnier du développement des mariachis,.
En 1918, il est invité à jouer dans la ville de Guadalajara, puis à Mexico. À partir de ce moment-là, le mariachi commence à devenir populaire dans tout le pays. Le Mariachi Coculense de Marmolejo est le premier mariachi à tourner et à enregistrer aux États-Unis et à ajouter une trompette à l'ensemble.